# Egil (nome)
Egil  è un nome proprio di persona scandinavo maschile.

## Varianti
- Maschili: Eigil, Eigill

## Origine e diffusione

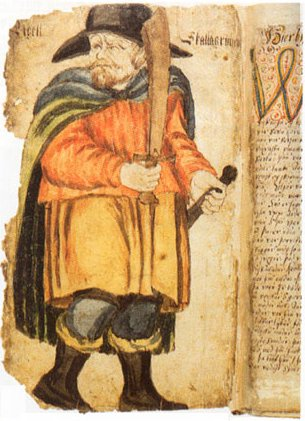
Egill Skallagrímsson

Continua il nome norreno Egill, che costituisce un diminutivo di altri nomi comincianti con l'elemento agi, "timore", "terrore".
È portato da un personaggio semi-leggendario islandese, Egill Skallagrímsson, nonché dall'eroe della Völundarkviða e della Þiðrekssaga, Egil.

## Onomastico
L'onomastico può essere festeggiato il 17 dicembre in memoria di sant'Eigil, abate di Fulda.

## Persone
- Egil á Bø, calciatore faroese

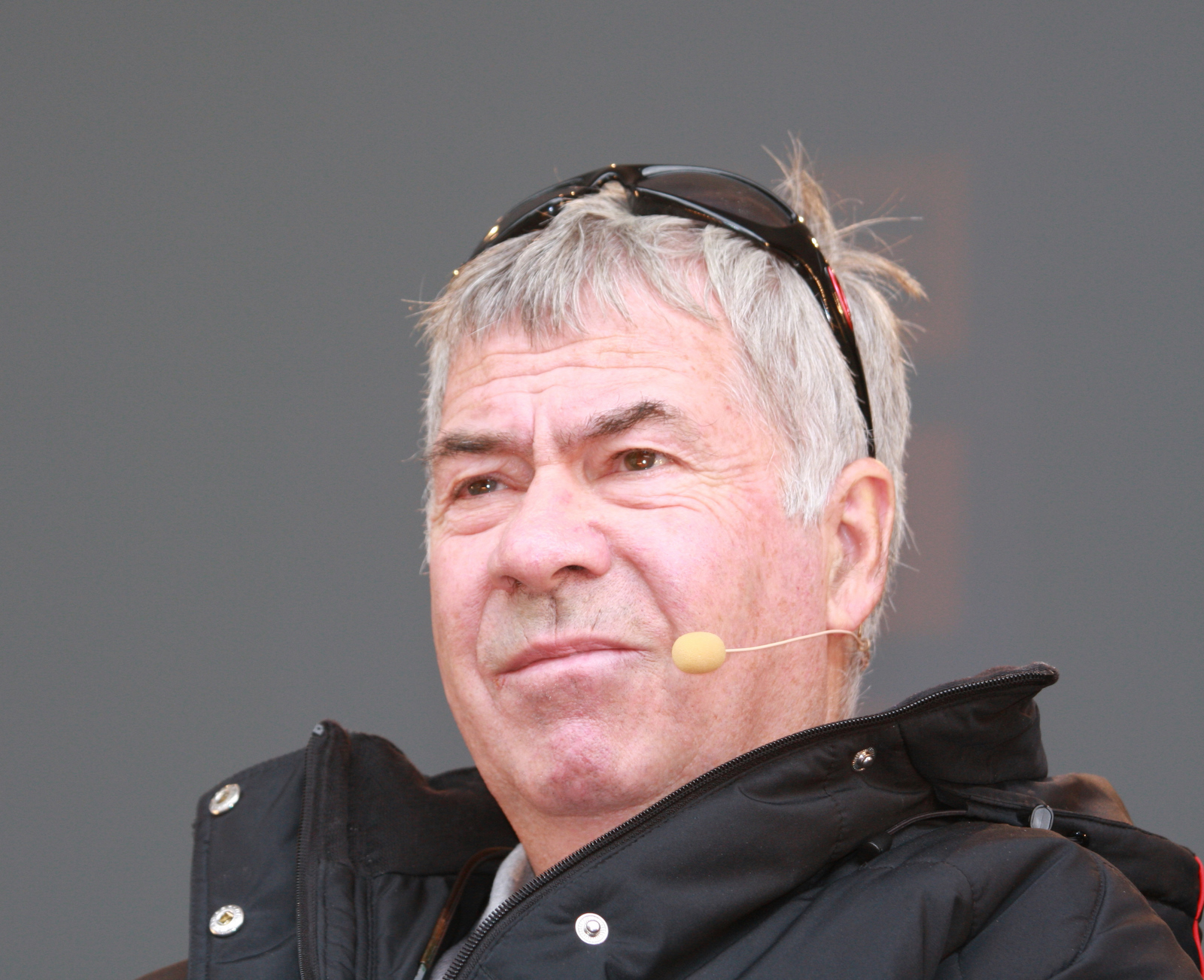
Egil Olsen

- Per Egil Ahlsen, calciatore norvegese
- Jan Egil Brekke, calciatore norvegese
- Egil Danielsen, politico ed atleta norvegese
- Per Egil Flo, calciatore norvegese
- Egil Olsen, allenatore di calcio e calciatore norvegese
- Egil Johnny Orre, calciatore norvegese
- Egil Østenstad, calciatore norvegese
- Trond Egil Soltvedt, calciatore norvegese
- Per Egil Swift, allenatore di calcio e calciatore norvegese
- Egil Ulfstein, calciatore norvegese

### Variante Eigil
- Eigil Axgil, attivista danese
- Eigil Nielsen, calciatore, pallamanista e imprenditore danese
- Eigil Ramsfjell, giocatore di curling norvegese

### Variante Egill
- Egill Skallagrímsson, scaldo islandese

## Il nome nelle arti
- Eigil Boerne è un personaggio del film del 1921 Il cammino della notte, diretto da Friedrich Wilhelm Murnau.